# Přímý sval břišní

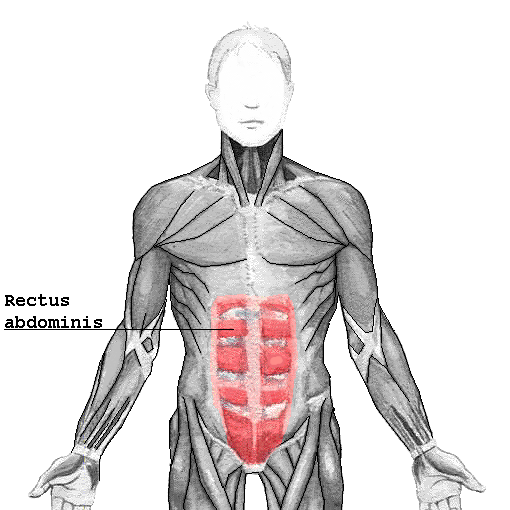
Přímý sval břišní u člověka

Přímý sval břišní (latinsky musculus rectus abdominis) je břišní sval člověka i některých jiných obratlovců. Tvoří přední stěnu břišní dutiny a jeho hlavním úkolem je ohýbání páteře a podílení se na břišním lisu. Ve funkci lisu pomáhá při defekaci, kýchání nebo při porodu, ale například u savců obecně slouží také jako pomocný sval při výdechu.

## U člověka
Sval začíná na mečovitém výběžku hrudní kosti a chrupavkách pátého, šestého a sedmého žebra a končí na stydké kosti v pánvi. Po délce z obou stran přiléhá doprostřed na bílou čáru, tuhý vazivový pruh ležící mezi jeho polovinami. Svalové snopce přímého svalu břišního jsou přitom přerušené třemi až čtyřmi šlachovitými vložkami.
Uměle se sval nejčastěji posiluje cvikem zvaným zkracovačka.

## U zvířat
Mezi zvířata s přímým svalem břišním patří například pes nebo jatečný skot, u nějž je v rámci dělení masa součástí boku a hrudí.